# 特雷福尔
特雷福尔（法語：Treffort，法語發音：[tʁefɔʁ]）是法国伊泽尔省的一个市镇，属于格勒诺布尔区。

## 地理
特雷福尔（44°54'56"N, 5°39'29"E）面积10.99 平方千米，位于法国奥弗涅-罗讷-阿尔卑斯大区伊泽尔省，该省份为法国东南部内陆省份，北起顺时针与安省、萨瓦省、上阿尔卑斯省、德龙省、阿尔代什省、卢瓦尔省和罗讷省。
与特雷福尔接壤的市镇（或旧市镇、城区）包括：拉瓦尔、马尔雪、迈尔-萨韦勒、莫内斯捷德克莱蒙、鲁瓦萨尔、锡纳尔。

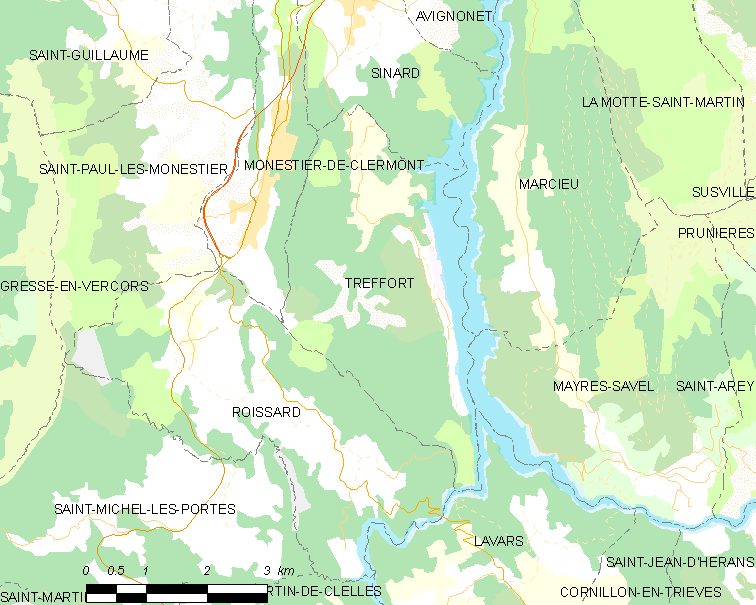
特雷福尔的OSM定位图

特雷福尔的时区为UTC+01:00、UTC+02:00（夏令时）。

## 行政
特雷福尔的邮政编码为38650，INSEE市镇编码为38513。

## 政治
特雷福尔所属的省级选区为马泰西讷-特列沃县。

## 人口

1962-2008年间特雷福尔人口变化图示

特雷福尔于2022年1月1日时的人口数量为258人。